# 盧茲山脈
盧茲山脈（英語：Luz Range）是南極洲的山脈，位於毛德皇后地的瑪塔公主海岸，處於加布倫茨山脈以東，屬於穆利格-霍夫曼山脈的一部分，長26公里，現時由南極條約體系管理。